# Object Windows Library
Object Windows Library (OWL) — библиотека классов, разработанная фирмой Borland для создания оконных приложений на языках Си и Pascal. Данная библиотека использовалась во многих средствах программирования компании Borland, таких как Turbo Pascal for Windows, Borland Pascal, Borland C++, C++ Builder и других. Эта библиотека соперничала с Microsoft Foundation Classes.
Впоследствии Borland разработала новую более удобную и мощную библиотеку — Visual Component Library, — написанную на Object Pascal и включённую в Delphi и C++ Builder.

## Клоны
Существует несколько «клонов» OWL — совместимых с OWL библиотек, над которыми написаны построители программ:
- Sibyl (OS/2)

С их помощью создаются установщики программ («инсталляторы»), а также оболочки над текстовыми программами (например, для записи CD-дисков), позволяющие запускать их в графической среде.

## OWLNext
Интернет-сообщество открытого программного обеспечения разработало серию исправлений и улучшений оригинальной OWL под названием «OWLNext», в т. ч. для современных компиляторов C++: (BC++ Builder 5, BCC55, BC++ Builder 6, GCC, MSVC++ 6, MSVC 2003, MSVC 2005, BDS C++ 2006, CodeGear C++ 2007).
Сайт проекта OWLNext

## Версии
(не полный список)
| Продукт                         | Версия OWL   |
| ------------------------------- | ------------ |
| Borland C/C++ 3.1               | OWL 1.0      |
| Borland C/C++ 2.0 for OS/2      | OWL 2.0      |
| Borland C++ 4.0x                | OWL 2.0      |
| Borland C++ 4.5x                | OWL 2.5      |
| Borland C++ 5.0x                | OWL 5.0      |
| Borland C++ 5.0x Japanese       | OWL 5.0      |
| Borland C++ Builder 4.0         | OWL 5.0      |
| Borland C++ Builder 5.0         | OWL 5.0      |
| Borland C++ Builder 2007        | OWLNext 6.20 |
| Turbo Pascal for Windows 1.0    |              |
| Turbo Pascal for Windows 1.5    |              |
| Borland Pascal with Objects 7.0 |              |